# Zirchow
Zirchow er en by og kommune i det nordøstlige Tyskland, beliggende i Amt Usedom-Süd i den nordøstlige del af Landkreis Vorpommern-Greifswald på øen Usedom. Landkreis Vorpommern-Greifswald ligger i delstaten Mecklenburg-Vorpommern.

## Geografi
Zirchow er beliggende på nordbredden af Stettiner Haff ved Bundesstraße B 110 i Naturpark Insel Usedom. Omkring seks kilometer mod nord ligger badebyen Heringsdorf ved Østersøen. Øst for Zirchow ligger kommunen Garz og én af de to grænseovergange til Polen for motorkøretøjer, fra øen Usedom. En del af Flughafen Heringsdorf ligger på kommunens område.
Landsbyen Kutzow havde frem til 1945 holdeplads ved den nedlagte jernbane Ducherow–Ahlbeck.

## Eksterne kilder og henvisninger
- Wikimedia Commons har flere filer relateret til Zirchow

- Kommunens side  på amtets websted
- Befolkningsstatistik mm Arkiveret 7. november 2017 hos  Wayback Machine